# 마삭 르막

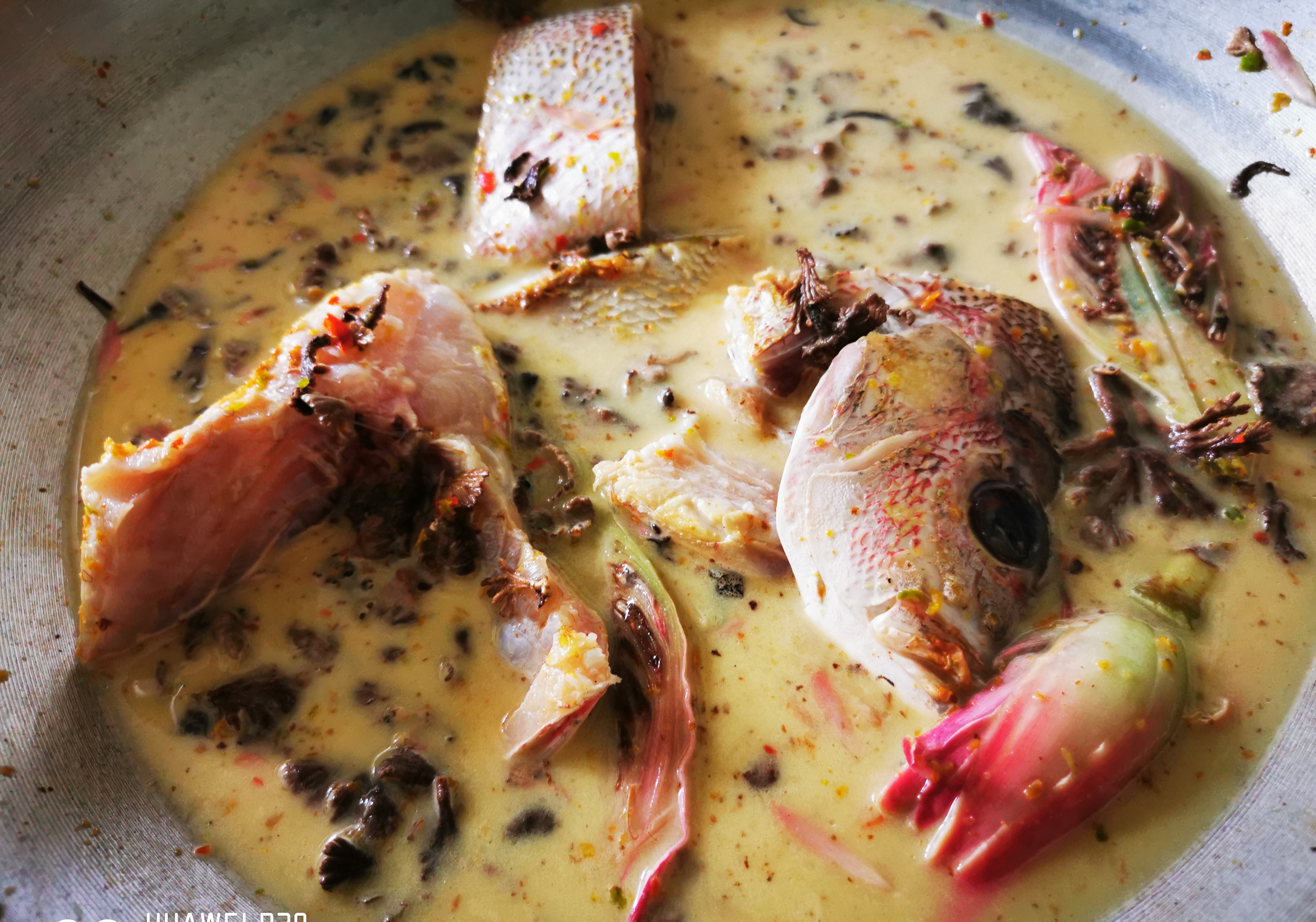
이칸 메라 마삭 르막 쿠닝(노란 마삭 르막 붉은통돔)

마삭 르막(말레이어: masak lemak) 또는 굴라이 르막(말레이어·인도네시아어: gulai lemak)은 코코넛밀크로 끓인 굴라이다. 대표적인 말레이 국물 요리이며, "코코넛 커리"로 불리기도 한다. 고기와 해산물, 채소 등 다양한 재료가 쓰일 수 있으며, 국물이 묽거나 걸쭉하다. 현대에는 연유를 쓰기도 한다. 명절 음식, 결혼식 등 의례 음식이기도 하다.

## 종류
- 마삭 르막 칠리 아피

## 같이 보기
- 깽
- 른당
- 사유르 로데